# A. Kitman Ho
Alex Kitman Ho (* in Hongkong) ist ein US-amerikanischer Filmproduzent, Produktionsmanager, Second Unit-Regisseur und Locationmanager.

## Leben
Geboren in Hongkong, wanderte Ho fünfjährig mit seiner Familie in die Vereinigten Staaten aus. Dort wuchs er in Chinatown in New York City auf. Nach seinem Abschluss am Goddard College in Vermont mit einem Master in Kino setzte er sein Studium an der New York University's Tisch School of the Arts fort. Seine Karriere im Filmgeschäft begann als Locationmanager in den Filmen Die Warriors und Die erste Todsünde. Danach war er als Produktionsmanager bei Projekten wie Heartland, Ein Draufgänger in New York und Off Beat – Laßt die Bullen tanzen tätig. Sein erster Job als Produzent war 1981 bei dem Film Die Lieblosen unter der Regisseurin Kathryn Bigelow, mit der er 19 Jahre später bei Das Gewicht des Wassers wieder zusammenarbeitete. Ho arbeitete mehrmals mit dem Regisseur und Produzenten Oliver Stone zusammen. Deren größte Erfolge waren die Streifen Geboren am 4. Juli und JFK – Tatort Dallas, für die beide jeweils für einen Oscar nominiert wurden.

## Filmografie (Auswahl)
Als Produzent:
- 1981: Die Lieblosen (The Loveless)
- 1985: Too Scared to Scream
- 1986: Platoon
- 1987: Wall Street
- 1988: Talk Radio
- 1989: Geboren am 4. Juli (Born on the Fourth of July)
- 1991: The Doors
- 1991: JFK – Tatort Dallas (JFK)
- 1993: Zwischen Himmel und Hölle (Heaven & Earth)
- 1994: Auf brennendem Eis (On Deadly Ground)
- 1996: Der Geist und die Dunkelheit (The Ghost and the Darkness)
- 1999: Brokedown Palace
- 2000: Das Gewicht des Wassers (The Weight of Water)
- 2001: Ali
- 2004: Hotel Ruanda (Hotel Rwanda)
- 2007: Ein einziger Augenblick (Reservation Road)

Als Produktionsmanager:
- 1979: Heartland
- 1980: One-Trick Pony
- 1981: Reds
- 1982: Ein Draufgänger in New York (My Favorite Year)
- 1983: Chiefs (Fernsehserie; 3 Folgen)
- 1986: Off Beat – Laßt die Bullen tanzen (Off Beat)
- 1999: Brokedown Palace
- 2004: Hotel Ruanda (Hotel Rwanda)

Als Second Unit-Regisseur:
- 2004: Hotel Ruanda (Hotel Rwanda)
- 2007: Reservation Road

Als Locationmanager:
- 1979: Die Warriors (The Warriors)
- 1980: Die erste Todsünde (The First Deadly Sin)

## Auszeichnungen (Auswahl)
- 1990: Oscar: Nominierung in der Kategorie Bester Film für Geboren am 4. Juli
- 1992: Oscar: Nominierung in der Kategorie Bester Film für JFK – Tatort Dallas
- 1995: Goldene Himbeere: Nominierung in der Kategorie Schlechtester Film für Auf brennendem Eis
- 2002: Black Reel Award: Nominierung in der Kategorie Bester Film für Ali